# Touffréville
Ne doit pas être confondu avec Touffreville.
Touffréville est une commune française, située dans le département du Calvados en région Normandie, peuplée de 391 habitants.

## Géographie

### Localisation
Le 1er janvier 2017, la commune passe de l'arrondissement de Caen à celui de Lisieux.

### Hydrographie
La commune est située dans le bassin Seine-Normandie. Elle est drainée par la Divette et le ruisseau du Pont Bale,,.
La Divette, d'une longueur de 15 km, prend sa source dans la commune  et se jette  dans la Dives à Cabourg, après avoir traversé six communes. 

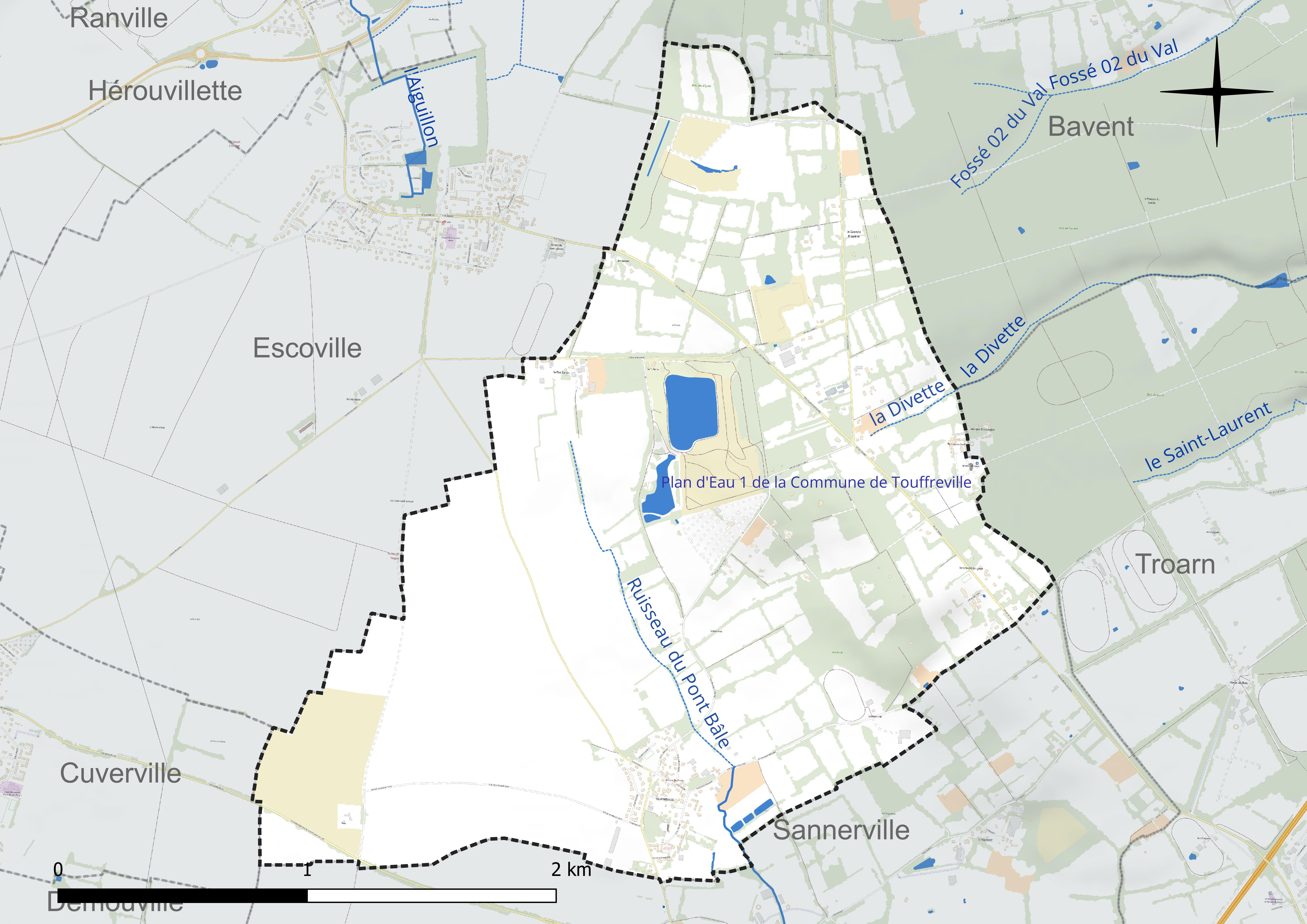
Réseau hydrographique de Touffréville.

Un plan d'eau complète le réseau hydrographique : le plan d'eau 1 de la commune de Touffreville (1,6 ha),.

### Climat
Pour des articles plus généraux, voir Climat de la Normandie et Climat du Calvados.
En 2010, le climat de la commune est de type climat océanique altéré, selon une étude du CNRS s'appuyant sur une série de données couvrant la période 1971-2000. En 2020, Météo-France publie une typologie des climats de la France métropolitaine dans laquelle la commune est exposée à un climat océanique et est dans la région climatique  Normandie (Cotentin, Orne), caractérisée par une pluviométrie relativement élevée (850 mm/a) et un été frais (15,5 °C) et venté. Parallèlement le GIEC normand, un groupe régional d'experts sur le climat, différencie quant à lui, dans une étude de 2020, trois grands types de climats pour la région Normandie, nuancés à une échelle plus fine par les facteurs géographiques locaux. La commune est, selon ce zonage, exposée à un « climat des plateaux abrités », correspondant à la plaine agricole de Caen à Falaise, sous le vent des collines de Normandie et proche de la mer, se caractérisant par une pluviométrie et des contraintes thermiques modérées.
Pour la période 1971-2000, la température annuelle moyenne est de 10,8 °C, avec une amplitude thermique annuelle de 12,1 °C. Le cumul annuel moyen de précipitations est de 670 mm, avec 11,5 jours de précipitations en janvier et 7,1 jours en juillet. Pour la période 1991-2020, la température moyenne annuelle observée sur la station météorologique la plus proche, située sur la commune d'Argences à 8 km à vol d'oiseau, est de 11,6 °C et le cumul annuel moyen de précipitations est de 742,9 mm,. Pour l'avenir, les paramètres climatiques de la commune estimés pour 2050 selon différents scénarios d'émission de gaz à effet de serre sont consultables sur un site dédié publié par Météo-France en novembre 2022.

## Urbanisme

### Typologie
Au 1er janvier 2024, Touffréville est catégorisée commune rurale à habitat dispersé, selon la nouvelle grille communale de densité à 7 niveaux définie par l'Insee en 2022. Elle est située hors unité urbaine. Par ailleurs la commune fait partie de l'aire d'attraction de Caen, dont elle est une commune de la couronne,. Cette aire, qui regroupe 296 communes, est catégorisée dans les aires de 200 000 à moins de 700 000 habitants,.

### Occupation des sols
L'occupation des sols de la commune, telle qu'elle ressort de la base de données européenne d'occupation biophysique des sols Corine Land Cover (CLC), est marquée par l'importance des territoires agricoles (76 % en 2018), une proportion sensiblement équivalente à celle de 1990 (76,7 %). La répartition détaillée en 2018 est la suivante : prairies (42,7 %), terres arables (33,3 %), forêts (11,2 %), espaces verts artificialisés, non agricoles (4,4 %), zones urbanisées (4,3 %), mines, décharges et chantiers (4,1 %). L'évolution de l'occupation des sols de la commune et de ses infrastructures peut être observée sur les différentes représentations cartographiques du territoire : la carte de Cassini (XVIIIe siècle), la carte d'état-major (1820-1866) et les cartes ou photos aériennes de l'IGN pour la période actuelle (1950 à aujourd'hui).

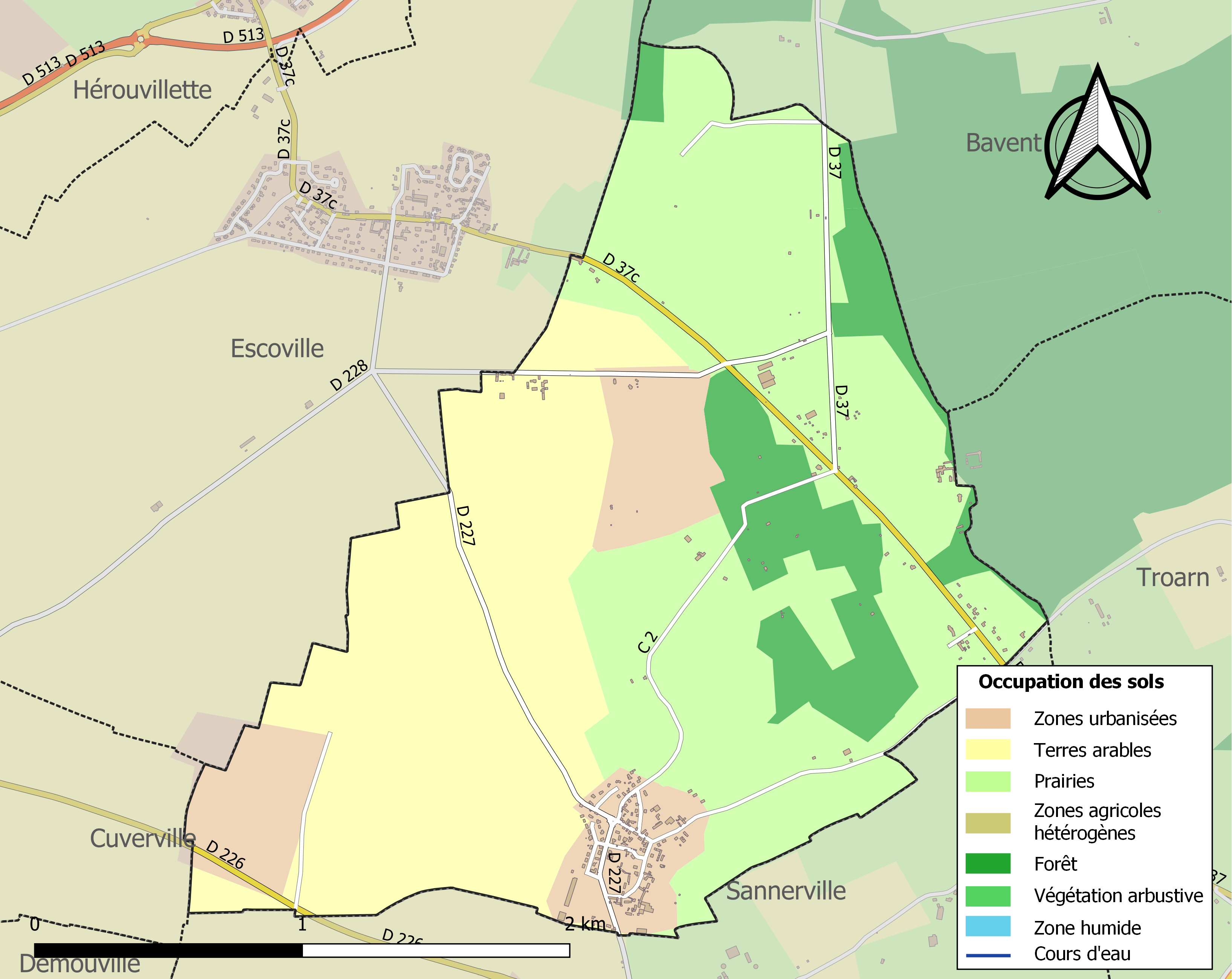
Carte des infrastructures et de l'occupation des sols de la commune en 2018 (CLC).

## Toponymie
Le nom de la localité est attesté sous la forme Turfredivilla en 1068

## Histoire
Le territoire communal est occupé depuis la protohistoire avec un vaste enclos laténien, et, durant l'antiquité le développement d'une importante villa, démontrant ainsi une continuité chronologique et spatiale d'occupation.

## Politique et administration
| Période                                  | Période   | Identité            | Étiquette | Qualité                |
| ---------------------------------------- | --------- | ------------------- | --------- | ---------------------- |
| ?                                        | ?         | Albert Beuzelin     |           |                        |
| ?                                        | ?         | Marcel Burel        |           |                        |
| ?                                        | mars 2001 | Jean Ballière       |           |                        |
| mars 2001                                | mars 2014 | Jean-Yves Lorin     | DVD       | Lotisseur              |
| mars 2014                                | juin 2020 | Dominique Scelles   | SE        | Dirigeant d'entreprise |
| juin 2020                                | En cours  | Annie-France Gérard |           |                        |
| Les données manquantes sont à compléter. |           |                     |           |                        |

## Démographie
L'évolution du nombre d'habitants est connue à travers les recensements de la population effectués dans la commune depuis 1793. Pour les communes de moins de 10 000 habitants, une enquête de recensement portant sur toute la population est réalisée tous les cinq ans, les populations de référence des années intermédiaires étant quant à elles estimées par interpolation ou extrapolation. Pour la commune, le premier recensement exhaustif entrant dans le cadre du nouveau dispositif a été réalisé en 2007.
En 2022, la commune comptait 391 habitants, en évolution de +13,33 % par rapport à 2016 (Calvados : +1,58 %, France hors Mayotte : +2,11 %).
| 1793 | 1800 | 1806 | 1821 | 1831 | 1836 | 1841 | 1846 | 1851 |
| ---- | ---- | ---- | ---- | ---- | ---- | ---- | ---- | ---- |
| 292  | 201  | 237  | 252  | 247  | 233  | 205  | 178  | 174  |

| 1856 | 1861 | 1866 | 1872 | 1876 | 1881 | 1886 | 1891 | 1896 |
| ---- | ---- | ---- | ---- | ---- | ---- | ---- | ---- | ---- |
| 171  | 172  | 183  | 173  | 159  | 164  | 151  | 154  | 142  |

| 1901 | 1906 | 1911 | 1921 | 1926 | 1931 | 1936 | 1946 | 1954 |
| ---- | ---- | ---- | ---- | ---- | ---- | ---- | ---- | ---- |
| 157  | 159  | 163  | 151  | 173  | 169  | 187  | 126  | 241  |

| 1962 | 1968 | 1975 | 1982 | 1990 | 1999 | 2006 | 2007 | 2012 |
| ---- | ---- | ---- | ---- | ---- | ---- | ---- | ---- | ---- |
| 226  | 248  | 262  | 254  | 281  | 292  | 301  | 303  | 265  |

| 2017 | 2022 | - | - | - | - | - | - | - |
| ---- | ---- | - | - | - | - | - | - | - |
| 372  | 391  | - | - | - | - | - | - | - |

## Culture locale et patrimoine

### Lieux et monuments
- Église Saint-Pierre, XIIe et XIIIe siècles pour les parties les plus anciennes au niveau des murs latéraux (présence de pierres maçonnées en arête-de-poisson), éléments du XVe siècle, et XIXe siècle pour ce qui est du clocher.

Très dégradée lors des combats du 18 juillet 1944, elle a été reconstruite en grande partie et bénite le 2 mars 1958 par l'évêque de Bayeux et Lisieux.

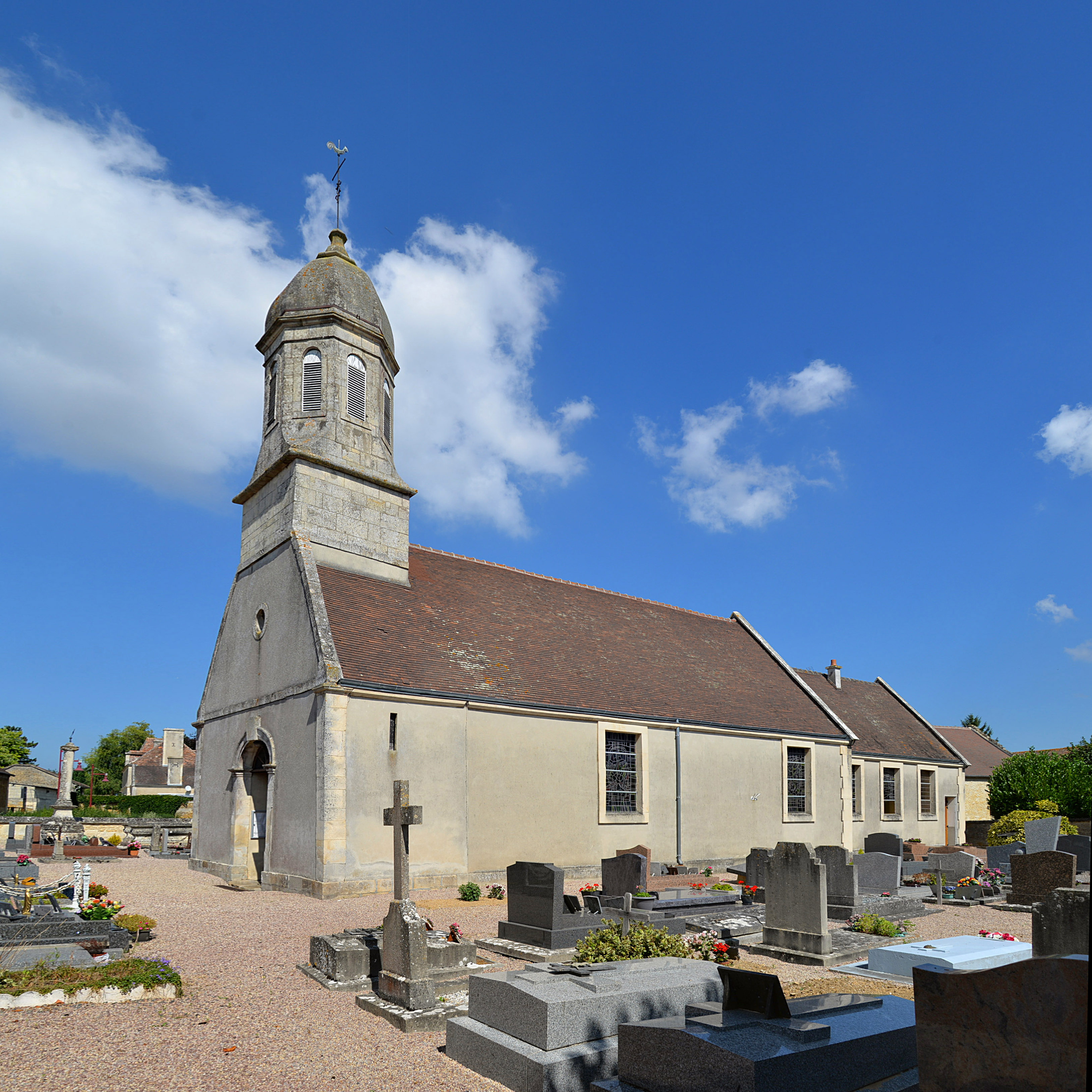
L'église Saint-Pierre.
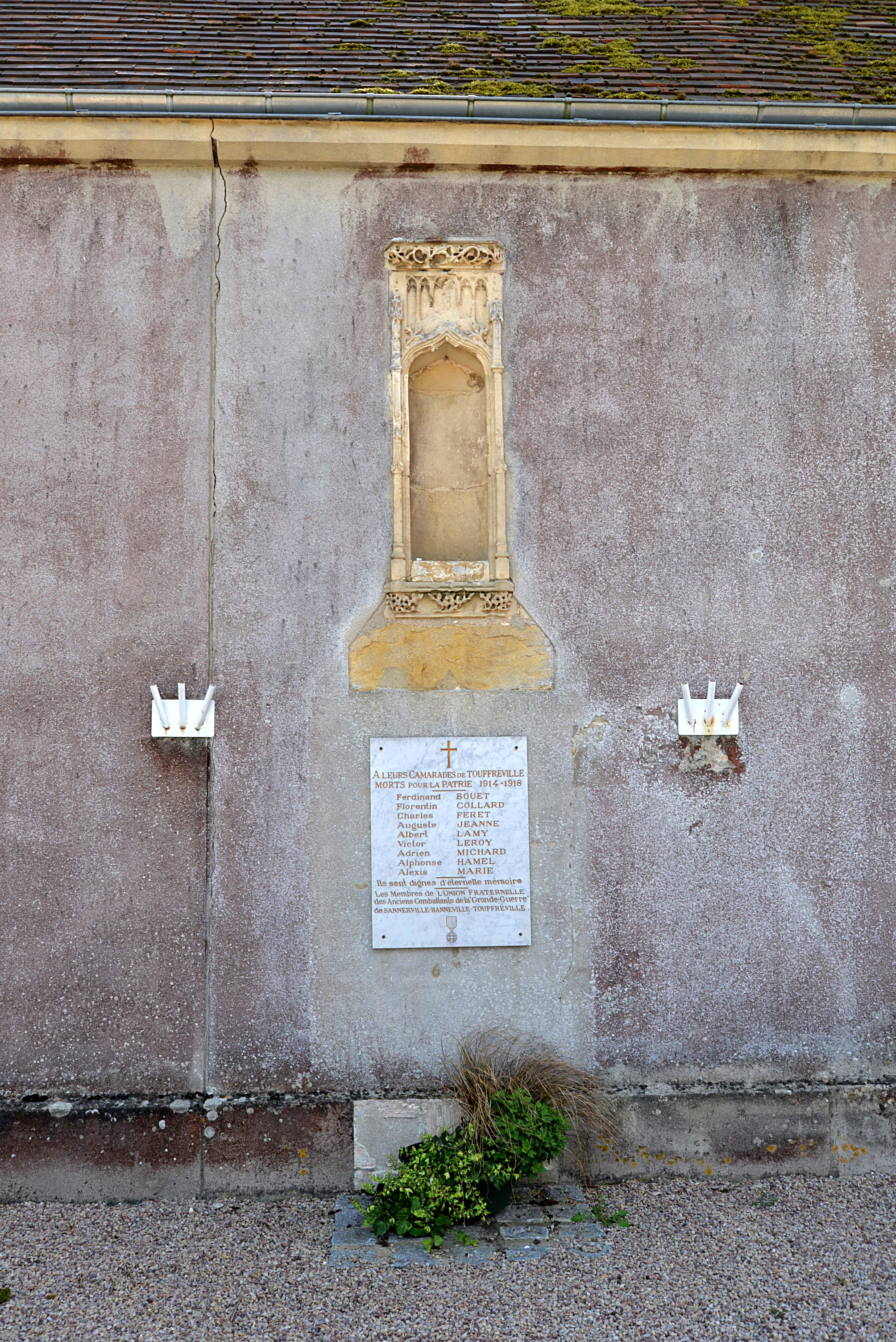
Plaque commémorative de la Première Guerre mondiale.

### Personnalités liées à la commune
- Léon-Eugène Méhédin, photographe, y habita[27].

### Héraldique
| Blason de Touffréville | Blason  | Écartelé : au 1er de gueules à deux léopards d'or armés et lampassés d'azur, l'un au-dessus l'autre, au 2e d'or au brin de muguet au naturel fleuri de trois pièces, au 3e d'or au cheval gai cabré de sable, au 4e d'azur à trois épis de blé d'or tigés et liés de sable. |
| Blason de Touffréville | Détails | Les deux léopards d'or sur champ de gueules des armoiries de Touffréville rappellent les armes de la Normandie. Le statut officiel du blason reste à déterminer. |